# Harry Hopman

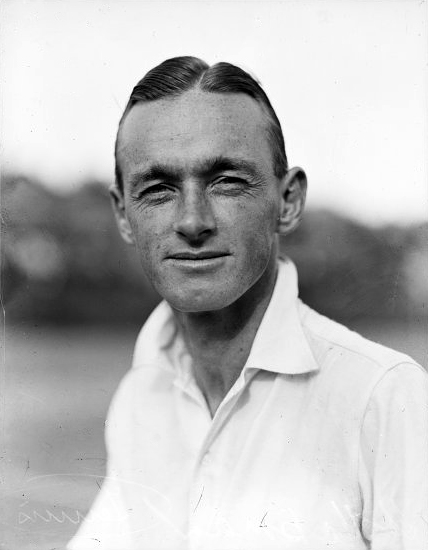
Harry Hopman c. 1930.

Henry ("Harry") Christian Hopman (12 de agosto de 1906-27 de diciembre de 1985) fue un gran jugador de tenis australiano en los años 30 así como uno de los más grandiosos entrenadores en la historia del tenis. Fue capitán de Copa Davis australiano por 22 años, siendo campeón un total de 16 veces, récord de la historia. Por sus manos pasaron leyendas del tenis como Roy Emerson, Rod Laver, Frank Sedgman, Ken McGregor, Lew Hoad, Ken Rosewall, John Newcombe, Tony Roche, Ashley Cooper, Rex Hartwig, Mal Anderson, Mervyn Rose, todos australianos, así como los estadounidenses Vitas Gerulaitis y John McEnroe. Fue un ferviente luchador contra el profesionalismo en el tenis.

## Torneos de Grand Slam (2; 0+2)

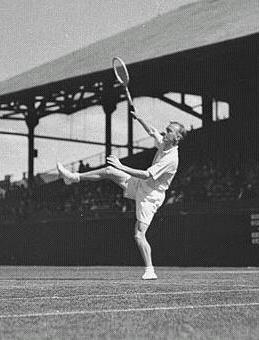
Harry Hopman en la década de 1930.

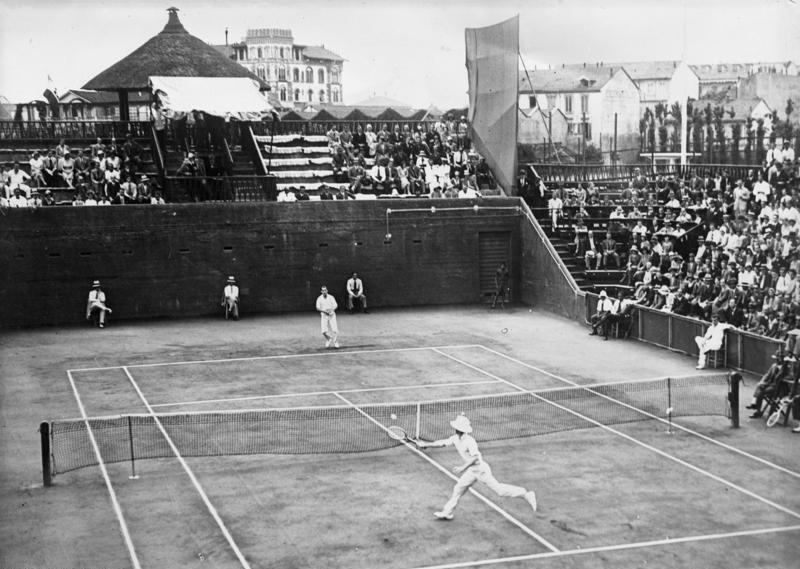
Hopman (frente con sombrero) pierde ante el italiano Giorgio di Stefani en la Copa Davis de 1930.

### Individuales

#### Finalista (3)
| Año  | Torneo                 | Oponente en la final | Resultado           |
| ---- | ---------------------- | -------------------- | ------------------- |
| 1930 | Campeonato Australiano | Gar Moon             | 3-6 1-6 3-6         |
| 1931 | Campeonato Australiano | Jack Crawford        | 4-6 2-6 6-2 1-6     |
| 1932 | Campeonato Australiano | Jack Crawford        | 6-4 3-6 6-3 3-6 1-6 |

### Dobles (2)

#### Títulos
| Año  | Torneo                 | Pareja        | Oponentes en la final    | Resultado           |
| ---- | ---------------------- | ------------- | ------------------------ | ------------------- |
| 1929 | Campeonato Australiano | Jack Crawford | Jack Cummings Gar Moon   | 6-1 6-8 4-6 6-1 6-3 |
| 1930 | Campeonato Australiano | Jack Crawford | Tim Fitchett John Hawkes | 8-6 6-1 2-6 6-3     |

#### Finalista (5)
| Año  | Torneo                            | Pareja           | Oponentes en la final            | Resultado           |
| ---- | --------------------------------- | ---------------- | -------------------------------- | ------------------- |
| 1930 | Campeonato Francés                | Jim Willard      | Jacques Brugnon Henri Cochet     | 3-6 7-9 3-6         |
| 1931 | Campeonato Australiano            | Jack Crawford    | Charles Donohue Ray Dunlop       | 6-8 2-6 7-5 9-7 4-6 |
| 1932 | Campeonato Australiano            | Gerald Patterson | Jack Crawford Gar Moon           | 10-12 3-6 6-4 4-6   |
| 1939 | US National Doubles Championships | Jack Crawford    | Adrian Quist John Bromwich       | 6-8 1-6 4-6         |
| 1948 | Campeonato Francés                | Frank Sedgman    | Lennart Bergelin Jaroslav Drobný | 6-8 1-6 10-12       |